# اره ۶
اره ۶ (به انگلیسی: Saw VI) یک فیلم ترسناک به کارگردانی کوین گرویترت محصول سال ۲۰۰۹ است که پس از فیلم اره ۵ تولید و اکران شد. این فیلم از سری فیلم‌های اره است که در ادامهٔ فیلم اره ۵ ساخته شده است.

## خلاصه داستان
مامور ویژه استرام مرده است و کارگاه هافمن جانشین شکست ناپذیر جیگساو محسوب می شود. اف بی آی به هافمن نزدیک می شود و او مجبور می شود بازی بزرگی را شروع کند.